# Акционерное общество сухой перегонки и химических производств
АО Сухой перегонки и химических производств — существовавшая в дореволюционной России  компания. Полное наименование — Акционерное общество сухой перегонки и химических производств. Штаб-квартира компании располагалась в Санкт-Петербурге.

## История

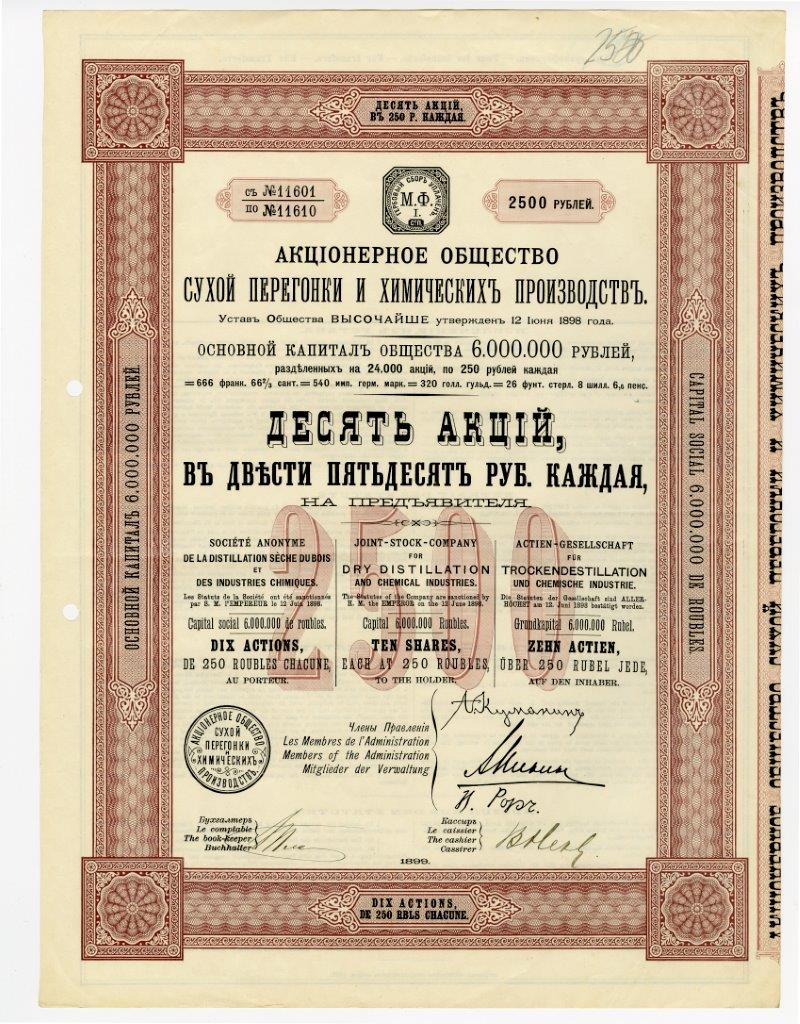
10 акций в 250 руб. каждая на предъявителя Акционерного общества сухой перегонки и химических производств. С.-Петербург, 1899 год

Компания основана в 1898 году на базе функционировавшего на тот момент на российском рынке немецкого акционерного общества для сушки дробины (AG fuer Trebertrockung).
Новые учредители, сохранив величину Основного капитала компании, перевели его из германских имперских марок в российские рубли. Исходя из Высочайше утвержденного 12 июня 1898 года Устава Акционерного общества сухой перегонки и химических производств, Основной капитал компании составил 6 млн руб, поделенных на 24 тыс. акций в 250 руб. каждая.
Если при немецких хозяевах целью компании служило «устройство и эксплуатация заводов для сушки отбросов винокурения и пивоварения […], а также сухая перегонка дерева в химические и фармацевтические продукты и производство удобрений и торговля ими», то новые акционеры решили сосредоточиться исключительно на производстве лесохимической продукции.
Общество сухой перегонки и химических производств владело двумя производствами — в Выдрице Оршанский уезд и Москве. Московское предприятие компании — завод «Карбонизатор» — располагалось в Тюфелевой роще, на месте современного завода им. Лихачёва.